# Джукич, Мирослав
Ми́рослав Джу́кич (серб. Мирослав Ђукић / Miroslav Đukić; 19 февраля 1966, Шабац, СФРЮ) — югославский и сербский футболист, ныне футбольный тренер.

## Карьера

### Клубная
Игровую карьеру начал в 1986 году в клубе «Мачва», в составе которого выступал до 1989 года, проведя за это время 62 матча и забив 3 гола, после чего перешёл в клуб «Рад», в котором провёл два сезона, сыграл в 60 матчах и забил 2 гола.
В 1991 году переехал в Испанию в клуб «Депортиво Ла-Корунья», за который затем играл в течение семи лет, провёл за это время 217 матчей, забил 7 мячей в ворота соперников и стал вместе с командой дважды вице-чемпионом Испании, дважды третьим призёром чемпионата, один раз обладателем Кубка Испании и один раз победителем Суперкубка Испании. В 1997 году перешёл в другой испанский клуб «Валенсия» (примечательно, что в сезоне 1993/94 на последней минуте последнего матча чемпионата Мирослав не смог забить пенальти именно в ворота «Валенсии», из-за чего тогда «Депортиво» не стал чемпионом, уступив это звание «Барселоне»), в котором играл до 2003 года, провёл 156 матчей, забил 4 гола и стал, в составе команды, в третий раз в карьере третьим призёром чемпионата Испании, во второй раз обладателем Кубка и Суперкубка Испании, впервые чемпионом Испании и впервые дважды финалистом Лиги чемпионов и один раз победителем Кубка Интертото в розыгрыше 1998 года. С 2003 по 2004 год выступал в составе «Тенерифе», за который сыграл 27 матчей, после чего завершил карьеру игрока.

### В сборной
С 1991 по 2001 год выступал за сборные СФРЮ и СРЮ. Дебютировал 27 февраля 1991 года в проходившем в Измире товарищеском матче со сборной Турции, завершившемся вничью 1:1, а последний раз сыграл 5 сентября 2001 года в матче отборочного турнира к чемпионату мира против сборной Словении, игра завершилась тоже со счётом 1:1. Первый гол забил 29 октября 1997 года на 6-й минуте проходившего в Будапеште матча отборочного турнира к чемпионату мира против сборной Венгрии, завершившегося победой его команды со счётом 7:1, а второй и последний свой гол за сборную забил 15 августа 2001 года на 86-й минуте проходившего в Белграде матча отборочного турнира к чемпионату мира против сборной Фарерских островов, игра завершилась победой со счётом 2:0. Всего провёл за команду 48 матчей, в которых забил 2 мяча. В составе сборной СРЮ участвовал в чемпионате мира 1998 года и в чемпионате Европы 2000 года.

### Тренерская
После завершения карьеры игрока Мирослав стал тренером, закончив соответствующие курсы в Испании. С 2006 года возглавлял молодёжную сборную Сербии (до 21 года), которую привёл в 2007 году к серебряным медалям европейского чемпионата. После этого, в том же году, успешно руководил белградским «Партизаном», приведя команду к званию вице-чемпиона Сербии в сезоне 2006/07 и заложив фундамент для будущих побед клуба («Партизан» в следующие 2 сезона оба раза становился чемпионом). Благодаря работе в «Партизане», Мирослав был признан лучшим тренером Сербии 2007 года, благодаря чему получил предложение возглавить сборную страны, на которое дал согласие и уже с 25 декабря 2007 года стал главным тренером сборной Сербии, из-за чего, однако, 19 декабря того года вынужден был отказаться от продления контракта с «Партизаном».
Главной сборной страны Джукич руководил до 19 августа 2008 года, когда после завершения Олимпиады (на которой Мирослав руководил футбольной сборной Сербии), он был отправлен в отставку. По мнению самого Джукича, причиной тому стали разногласия, возникшие между ним и президентом Футбольного союза Сербии Томиславом Караджичем.
С 11 июня по 1 ноября 2009 года возглавлял бельгийский клуб «Мускрон», оставил свой пост после домашнего поражения от льежского «Стандарда», из-за которого клуб опустился в зону вылета.
23 марта 2011 года был назначен главным тренером испанского клуба «Эркулес». Контракт был подписан до конца сезона 2010/11, который команда завершила на 19 месте и выбыла в Сегунду. Следующие два сезона Джукич возглавлял «Вальядолид». Сперва его команда вышла в Примеру, а по итогам первенства 2012/13 заняла 14-е место.
4 июня 2013 года сербский специалист официально стал новым главным тренером «Валенсии». Это стало возвращением серба в клуб, где он играл в качестве футболиста около семи лет и дважды выходил с командой в финал Лиги чемпионов. Джукич сменил в должности Эрнесто Вальверде, который не вывел клуб в Лигу чемпионов. 17 декабря 2013 года руководство «Валенсии» приняло решение расстаться с тренером из-за неудовлетворительных результатов в чемпионате Испании.
21 октября 2014 года Джукич возглавил «Кордову», находившуюся на последнем месте в Примере с 4 очками. 16 марта 2015 года был уволен, поскольку «Кордова» проиграла семь матчей подряд в чемпионате Испании и продолжала занимать последнее место в турнирной таблице, отставая от выхода из зоны вылета на семь очков.

## Достижения

### Командные
Депортиво Ла-Корунья
- Вице-чемпион Испании (2): 1993/94, 1994/95
- 3-й призёр чемпионата Испании (2): 1992/93, 1996/97
- Обладатель Кубка Испании: 1994/95
- Обладатель Суперкубка Испании: 1995

Валенсия
- Чемпион Испании: 2001/02
- Обладатель Кубка Испании: 1998/99
- Обладатель Суперкубка Испании: 1999
- Финалист Лиги чемпионов (2): 1999/00, 2000/01
- Победитель Кубка Интертото: 1998

### Тренерские
Сборная Сербии
- Серебряный призёр молодёжного чемпионата Европы (до 21 года): 2007

Партизан
- Вице-чемпион Сербии: 2006/07

### Личные
- Лучший тренер Сербии: 2007